# White Cargo
 White Cargo és una pel·lícula estatunidenca dirigida per Richard Thorpe estrenada el 1942.

## Argument
Al començament del segle xx, a l'Àfrica, una embruixadora mestissa trastorna la calma d'una petita comunitat britànica.

## Repartiment
- Hedy Lamarr: Tondelayo
- Walter Pidgeon: Mr. Harry Witzel
- Frank Morgan: El doctor
- Richard Carlson: Mr. Langford
- Reginald Owen: Capità of the Congo Queen
- Henry O'Neill: el reverend Dr. Roberts
- Bramwell Fletcher: Wilbur Ashley
- Clyde Cook: Ted
- Leigh Whipper: Jim Fish
- Oscar Polk: Umeela
- Darby Jones: Darby
- Richard Ainley: Mr. Worthing

## Rebuda
Segons la MGM, la pel·lícula va recaptar 1.654.000 dòlars als Estats Uñits i Canadà i 1.009.000 a la resta del món, aconseguint un benefici d'1.240.000.

## Rèplica de culte
| « | No m'estimes. Estem casats des de fa 3 mesos i encara no m'has pegat | » |